# Tournoi de tennis de Lyon
Ne doit pas être confondu avec Tournoi de tennis Challenger de Lyon.
Le tournoi de tennis de Lyon est un tournoi international de tennis masculin et féminin des circuits professionnels de l'ATP World Tour et de la WTA.
D'abord créé en 1987 par Gilles Moretton, le Grand Prix de tennis de Lyon (ou GPTL) est supprimé du calendrier à l'issue de la saison 2009. Ce tournoi en salle se tenait au palais des sports de Lyon, dans le quartier de Gerland.
De 2017 à 2024, l'Open Parc Auvergne-Rhône-Alpes Lyon (ou Open Parc ARAL) est organisé sur terre battue en remplacement du tournoi de Nice, en catégorie ATP 250 Series au parc de la Tête-d'Or, durant la semaine précédant Roland-Garros. Le parc ne disposant pas de courts de tennis, le court central de 4500 places est construit de manière éphémère sur le vélodrome Georges-Préveral, tandis que les trois courts annexes sont installés sur les parkings situés à proximité.
Par ailleurs, un tournoi du circuit Challenger est joué au mois de juin sur terre battue au Tennis Club de Lyon depuis 2016 : l'Open Sopra Steria, organisé par Lionel Roux.
Le tournoi féminin dure de 2020 à 2023, organisé début mars. Il a comme ambassadrice la joueuse de tennis Caroline Garcia. Il se déroule au palais des sports de Lyon sur dur.
Le 8 novembre 2023, ATP dans le cadre du programme One vision décide d'enlever l'Open Parc ARAL du circuit ATP à partir de 2025 et de promouvoir le Tournoi de tennis de Munich en ATP 500 dans le but de se concentrer sur de gros événements.

## Historique
En décembre 2009, Gilles Moretton est démis de ses fonctions de directeur du tournoi par la société Canal+ Events, propriétaire du tournoi. Il est remplacé par Patrice Dominguez et Canal+ Events demande à l'ATP de supprimer le tournoi du calendrier au profit d'un nouveau tournoi organisé à Montpellier, : l'Open Sud de France. L'ATP accepte la requête malgré le soutien de la ville de Lyon en faveur du GPTL. La nouvelle épreuve du circuit ATP, qui remplace donc le GPTL à partir de la saison 2010, bénéficie d'une aide de plus d'un million d'euros de la part de la ville de Montpellier et de la région Languedoc-Roussillon, ainsi que d'une nouvelle Arena de plus de 8 500 places,.
Le tournoi de Lyon fait son retour de mai 2017 à mai 2024 avec Thierry Ascione comme directeur.

## Palmarès dames

### Simple
| No | Date       | Nom et lieu du tournoi | Catégorie | Dotation  | Surface    | Vainqueure   | Finaliste          | Score         |         |
| -- | ---------- | ---------------------- | --------- | --------- | ---------- | ------------ | ------------------ | ------------- | ------- |
| 1  | 02-03-2020 | Open 6e sens, Lyon     | Intern'l  | 271 750 $ | Dur (int.) | Sofia Kenin  | Anna-Lena Friedsam | 6-2, 4-6, 6-4 | Tableau |
| 2  | 01-03-2021 | Open 6e sens, Lyon     | WTA 250   | 235 238 $ | Dur (int.) | Clara Tauson | Viktorija Golubic  | 6-4, 6-1      | Tableau |
| 3  | 28-02-2022 | Open 6e sens, Lyon     | WTA 250   | 239 477 $ | Dur (int.) | Zhang Shuai  | Dayana Yastremska  | 3-6, 6-3, 6-4 | Tableau |
| 4  | 30-01-2023 | Open 6e sens, Lyon     | WTA 250   | 259 303 $ | Dur (int.) | Alycia Parks | Caroline Garcia    | 7-67, 7-5     | Tableau |

### Double
| No | Date       | Nom et lieu du tournoi | Catégorie | Dotation  | Surface    | Vainqueures                      | Finalistes                                | Score            |         |
| -- | ---------- | ---------------------- | --------- | --------- | ---------- | -------------------------------- | ----------------------------------------- | ---------------- | ------- |
| 1  | 02-03-2020 | Open 6e sens Lyon      | Intern'l  | 271 750 $ | Dur (int.) | Laura Ioana Paar Julia Wachaczyk | Lesley Pattinama Kerkhove Bibiane Schoofs | 7-5, 6-4         | Tableau |
| 2  | 01-03-2021 | Open 6e sens Lyon      | WTA 250   | 235 238 $ | Dur (int.) | Viktória Kužmová Arantxa Rus     | Eugenie Bouchard Olga Danilović           | 3-6, 7-5, [10-7] | Tableau |
| 3  | 28-02-2022 | Open 6e sens Lyon      | WTA 250   | 239 477 $ | Dur (int.) | Laura Siegemund Vera Zvonareva   | Alicia Barnett Olivia Nicholls            | 7-5, 6-1         | Tableau |
| 4  | 30-01-2023 | Open 6e sens Lyon      | WTA 250   | 259 303 $ | Dur (int.) | Cristina Bucșa Bibiane Schoofs   | Olga Danilović Alexandra Panova           | 7-65, 6-3        | Tableau |

## Palmarès messieurs

### Simple
| No                                    | Date       | Nom et lieu du tournoi               | Catégorie    | Dotation  | Surface         | Vainqueur                  | Finaliste               | Score          |         |
| ------------------------------------- | ---------- | ------------------------------------ | ------------ | --------- | --------------- | -------------------------- | ----------------------- | -------------- | ------- |
| 1                                     | 02-02-1987 | Grand Prix de tennis de Lyon, Lyon   |              | 150 000 $ | Moquette (int.) | Yannick Noah               | Joakim Nyström          | 6-4, 7-5       |         |
| 2                                     | 08-02-1988 | Grand Prix de tennis de Lyon, Lyon   |              | 240 000 $ | Moquette (int.) | Yahiya Doumbia             | Todd Nelson             | 6-4, 3-6, 6-3  |         |
| 3                                     | 20-02-1989 | Grand Prix de tennis de Lyon, Lyon   |              | 261 000 $ | Moquette (int.) | John McEnroe               | Jakob Hlasek            | 6-3, 7-6       |         |
| 4                                     | 15-10-1990 | Grand Prix de tennis de Lyon, Lyon   | World Series | 450 000 $ | Moquette (int.) | Marc Rosset                | Mats Wilander           | 6-3, 6-2       |         |
| 5                                     | 14-10-1991 | Grand Prix de tennis de Lyon, Lyon   | World Series | 450 000 $ | Moquette (int.) | Pete Sampras               | Olivier Delaitre        | 6-1, 6-1       |         |
| 6                                     | 19-10-1992 | Grand Prix de tennis de Lyon, Lyon   | World Series | 550 000 $ | Moquette (int.) | Pete Sampras               | Cédric Pioline          | 6-4, 6-2       |         |
| 7                                     | 18-10-1993 | Grand Prix de tennis de Lyon, Lyon   | World Series | 575 000 $ | Moquette (int.) | Pete Sampras               | Cédric Pioline          | 7-65, 1-6, 7-5 |         |
| 8                                     | 17-10-1994 | Grand Prix de tennis de Lyon, Lyon   | World Series | 575 000 $ | Moquette (int.) | Marc Rosset                | Jim Courier             | 6-4, 7-62      |         |
| 9                                     | 16-10-1995 | Grand Prix de tennis de Lyon, Lyon   | World Series | 575 000 $ | Moquette (int.) | Wayne Ferreira             | Pete Sampras            | 7-62, 5-7, 6-3 |         |
| 10                                    | 30-09-1996 | Grand Prix de tennis de Lyon, Lyon   | World Series | 725 000 $ | Moquette (int.) | Ievgueni Kafelnikov        | Arnaud Boetsch          | 7-5, 6-3       |         |
| 11                                    | 13-10-1997 | Grand Prix de tennis de Lyon, Lyon   | World Series | 725 000 $ | Moquette (int.) | Fabrice Santoro            | Tommy Haas              | 6-4, 6-4       |         |
| 12                                    | 19-10-1998 | Grand Prix de tennis de Lyon, Lyon   | Int' Series  | 725 000 $ | Moquette (int.) | Àlex Corretja              | Tommy Haas              | 2-6, 7-66, 6-1 |         |
| 13                                    | 18-10-1999 | Grand Prix de tennis de Lyon, Lyon   | Int' Series  | 725 000 $ | Moquette (int.) | Nicolás Lapentti           | Lleyton Hewitt          | 6-3, 6-2       | Tableau |
| 14                                    | 06-11-2000 | Grand Prix de tennis de Lyon, Lyon   | Int' Series  | 775 000 $ | Moquette (int.) | Arnaud Clément             | Patrick Rafter          | 7-62, 7-65     | Tableau |
| 15                                    | 08-10-2001 | Grand Prix de tennis de Lyon, Lyon   | Int' Series  | 775 000 $ | Moquette (int.) | Ivan Ljubičić              | Younès El Aynaoui       | 6-3, 6-2       | Tableau |
| 16                                    | 07-10-2002 | Grand Prix de tennis de Lyon, Lyon   | Int' Series  | 736 000 $ | Moquette (int.) | Paul-Henri Mathieu         | Gustavo Kuerten         | 4-6, 6-3, 6-1  | Tableau |
| 17                                    | 06-10-2003 | Grand Prix de tennis de Lyon, Lyon   | Int' Series  | 775 000 $ | Moquette (int.) | Rainer Schüttler           | Arnaud Clément          | 7-5, 6-3       | Tableau |
| 18                                    | 04-10-2004 | Grand Prix de tennis de Lyon, Lyon   | Int' Series  | 767 000 $ | Moquette (int.) | Robin Söderling            | Xavier Malisse          | 6-2, 3-6, 6-4  | Tableau |
| 19                                    | 24-10-2005 | Grand Prix de tennis de Lyon, Lyon   | Int' Series  | 775 000 $ | Moquette (int.) | Andy Roddick               | Gaël Monfils            | 6-3, 6-2       | Tableau |
| 20                                    | 23-10-2006 | Grand Prix de tennis de Lyon, Lyon   | Int' Series  | 775 000 $ | Moquette (int.) | Richard Gasquet            | Marc Gicquel            | 6-3, 6-1       | Tableau |
| 21                                    | 22-10-2007 | Grand Prix de tennis de Lyon, Lyon   | Int' Series  | 775 000 $ | Moquette (int.) | Sébastien Grosjean         | Marc Gicquel            | 7-65, 6-4      | Tableau |
| 22                                    | 20-10-2008 | Grand Prix de tennis de Lyon, Lyon   | Int' Series  | 692 000 € | Moquette (int.) | Robin Söderling            | Julien Benneteau        | 6-3, 65-7, 6-1 | Tableau |
| 23                                    | 26-10-2009 | Grand Prix de tennis de Lyon, Lyon   | ATP 250      | 575 250 € | Dur (int.)      | Ivan Ljubičić              | Michaël Llodra          | 7-5, 6-3       | Tableau |
| Pas de tournoi ATP entre 2010 et 2016 |            |                                      |              |           |                 |                            |                         |                |         |
| 24                                    | 21-05-2017 | Open Parc Auvergne-Rhône-Alpes, Lyon | ATP 250      | 482 060 € | Terre (ext.)    | Jo-Wilfried Tsonga         | Tomáš Berdych           | 7-62, 7-5      | Tableau |
| 25                                    | 20-05-2018 | Open Parc Auvergne-Rhône-Alpes, Lyon | ATP 250      | 501 345 € | Terre (ext.)    | Dominic Thiem              | Gilles Simon            | 3-6, 7-61, 6-1 | Tableau |
| 26                                    | 19-05-2019 | Open Parc Auvergne-Rhône-Alpes, Lyon | ATP 250      | 524 340 € | Terre (ext.)    | Benoît Paire               | Félix Auger-Aliassime   | 6-4, 6-3       | Tableau |
| Pas de tournoi ATP en 2020            |            |                                      |              |           |                 |                            |                         |                |         |
| 27                                    | 16-05-2021 | Open Parc Auvergne-Rhône-Alpes, Lyon | ATP 250      | 419 470 € | Terre (ext.)    | Stéfanos Tsitsipás         | Cameron Norrie          | 6-3, 6-3       | Tableau |
| 28                                    | 15-05-2022 | Open Parc Auvergne-Rhône-Alpes, Lyon | ATP 250      | 534 555 € | Terre (ext.)    | Cameron Norrie             | Alex Molčan             | 6-3, 63-7, 6-1 | Tableau |
| 29                                    | 21-05-2023 | Open Parc Auvergne-Rhône-Alpes, Lyon | ATP 250      | 562 815 € | Terre (ext.)    | Arthur Fils                | Francisco Cerúndolo     | 6-3, 7-5       | Tableau |
| 30                                    | 19-05-2024 | Open Parc Auvergne-Rhône-Alpes, Lyon | ATP 250      | 579 320 € | Terre (ext.)    | Giovanni Mpetshi Perricard | Tomás Martín Etcheverry | 6-4, 1-6, 7-67 | Tableau |

### Double
| No                                    | Date       | Nom et lieu du tournoi               | Catégorie    | Dotation  | Surface         | Vainqueurs                            | Finalistes                           | Score             |         |
| ------------------------------------- | ---------- | ------------------------------------ | ------------ | --------- | --------------- | ------------------------------------- | ------------------------------------ | ----------------- | ------- |
| 1                                     | 02-02-1987 | Grand Prix de tennis de Lyon, Lyon   |              | 150 000 $ | Moquette (int.) | Guy Forget Yannick Noah               | Kelly Jones David Pate               | 4-6, 6-3, 6-4     |         |
| 2                                     | 08-02-1988 | Grand Prix de tennis de Lyon, Lyon   |              | 240 000 $ | Moquette (int.) | Brad Drewett Broderick Dyke           | Michael Mortensen Blaine Willenborg  | 3-6, 6-3, 6-4     |         |
| 3                                     | 20-02-1989 | Grand Prix de tennis de Lyon, Lyon   |              | 261 000 $ | Moquette (int.) | Eric Jelen Michael Mortensen          | Jakob Hlasek John McEnroe            | 6-2, 3-6, 6-3     |         |
| 4                                     | 15-10-1990 | Grand Prix de tennis de Lyon, Lyon   | World Series | 450 000 $ | Moquette (int.) | Patrick Galbraith Kelly Jones         | Jim Grabb David Pate                 | 7-6, 6-4          |         |
| 5                                     | 14-10-1991 | Grand Prix de tennis de Lyon, Lyon   | World Series | 450 000 $ | Moquette (int.) | Tom Nijssen Cyril Suk                 | Steve DeVries David Macpherson       | 7-6, 6-3          |         |
| 6                                     | 19-10-1992 | Grand Prix de tennis de Lyon, Lyon   | World Series | 550 000 $ | Moquette (int.) | Jakob Hlasek Marc Rosset              | Neil Broad Stefan Kruger             | 6-1, 6-3          |         |
| 7                                     | 18-10-1993 | Grand Prix de tennis de Lyon, Lyon   | World Series | 575 000 $ | Moquette (int.) | Gary Muller Danie Visser              | John-Laffnie de Jager Stefan Kruger  | 6-3, 7-6          |         |
| 8                                     | 17-10-1994 | Grand Prix de tennis de Lyon, Lyon   | World Series | 575 000 $ | Moquette (int.) | Jakob Hlasek Ievgueni Kafelnikov      | Martin Damm Patrick Rafter           | 6-7, 7-6, 7-6     |         |
| 9                                     | 16-10-1995 | Grand Prix de tennis de Lyon, Lyon   | World Series | 575 000 $ | Moquette (int.) | Jakob Hlasek Ievgueni Kafelnikov      | John-Laffnie de Jager Wayne Ferreira | 6-3, 6-3          |         |
| 10                                    | 30-09-1996 | Grand Prix de tennis de Lyon, Lyon   | World Series | 725 000 $ | Moquette (int.) | Jim Grabb Richey Reneberg             | Neil Broad Piet Norval               | 6-2, 6-1          |         |
| 11                                    | 13-10-1997 | Grand Prix de tennis de Lyon, Lyon   | World Series | 725 000 $ | Moquette (int.) | Ellis Ferreira Patrick Galbraith      | Olivier Delaitre Fabrice Santoro     | 3-6, 6-2, 6-4     |         |
| 12                                    | 19-10-1998 | Grand Prix de tennis de Lyon, Lyon   | Int' Series  | 725 000 $ | Moquette (int.) | Olivier Delaitre Fabrice Santoro      | Tomás Carbonell Francisco Roig       | 6-2, 6-2          |         |
| 13                                    | 18-10-1999 | Grand Prix de tennis de Lyon, Lyon   | Int' Series  | 725 000 $ | Moquette (int.) | Piet Norval Kevin Ullyett             | Wayne Ferreira Sandon Stolle         | 4-6, 7-65, 7-64   | Tableau |
| 14                                    | 06-11-2000 | Grand Prix de tennis de Lyon, Lyon   | Int' Series  | 775 000 $ | Moquette (int.) | Paul Haarhuis Sandon Stolle           | Ivan Ljubičić Jack Waite             | 6-1, 62-7, 7-67   | Tableau |
| 15                                    | 08-10-2001 | Grand Prix de tennis de Lyon, Lyon   | Int' Series  | 775 000 $ | Moquette (int.) | Daniel Nestor Nenad Zimonjić          | Arnaud Clément Sébastien Grosjean    | 6-1, 6-2          | Tableau |
| 16                                    | 07-10-2002 | Grand Prix de tennis de Lyon, Lyon   | Int' Series  | 736 000 $ | Moquette (int.) | Wayne Black Kevin Ullyett             | Mark Knowles Daniel Nestor           | 6-4, 3-6, 7-63    | Tableau |
| 17                                    | 06-10-2003 | Grand Prix de tennis de Lyon, Lyon   | Int' Series  | 775 000 $ | Moquette (int.) | Jonathan Erlich Andy Ram              | Julien Benneteau Nicolas Mahut       | 6-1, 6-3          | Tableau |
| 18                                    | 04-10-2004 | Grand Prix de tennis de Lyon, Lyon   | Int' Series  | 767 000 $ | Moquette (int.) | Jonathan Erlich Andy Ram              | Jonas Björkman Radek Štěpánek        | 7-62, 6-2         | Tableau |
| 19                                    | 24-10-2005 | Grand Prix de tennis de Lyon, Lyon   | Int' Series  | 775 000 $ | Moquette (int.) | Michaël Llodra Fabrice Santoro        | Jeff Coetzee Rogier Wassen           | 6-3, 6-1          | Tableau |
| 20                                    | 23-10-2006 | Grand Prix de tennis de Lyon, Lyon   | Int' Series  | 775 000 $ | Moquette (int.) | Julien Benneteau Arnaud Clément       | František Čermák Jaroslav Levinský   | 6-2, 63-7, [10-7] | Tableau |
| 21                                    | 22-10-2007 | Grand Prix de tennis de Lyon, Lyon   | Int' Series  | 775 000 $ | Moquette (int.) | Sébastien Grosjean Jo-Wilfried Tsonga | Łukasz Kubot Lovro Zovko             | 6-4, 6-3          | Tableau |
| 22                                    | 20-10-2008 | Grand Prix de tennis de Lyon, Lyon   | Int' Series  | 692 000 € | Moquette (int.) | Michaël Llodra Andy Ram               | Stephen Huss Ross Hutchins           | 6-3, 5-7, [10-8]  | Tableau |
| 23                                    | 26-10-2009 | Grand Prix de tennis de Lyon, Lyon   | ATP 250      | 575 250 € | Dur (int.)      | Julien Benneteau Nicolas Mahut        | Arnaud Clément Sébastien Grosjean    | 6-4, 7-66         | Tableau |
| Pas de tournoi ATP entre 2010 et 2016 |            |                                      |              |           |                 |                                       |                                      |                   |         |
| 24                                    | 21-05-2017 | Open Parc Auvergne-Rhône-Alpes, Lyon | ATP 250      | 482 060 € | Terre (ext.)    | Andrés Molteni Adil Shamasdin         | Marcus Daniell Marcelo Demoliner     | 6-3, 3-6, [10-5]  | Tableau |
| 25                                    | 20-05-2018 | Open Parc Auvergne-Rhône-Alpes, Lyon | ATP 250      | 501 345 € | Terre (ext.)    | Nick Kyrgios Jack Sock                | Roman Jebavý Matwé Middelkoop        | 7-5, 2-6, [11-9]  | Tableau |
| 26                                    | 19-05-2019 | Open Parc Auvergne-Rhône-Alpes, Lyon | ATP 250      | 524 340 € | Terre (ext.)    | Ivan Dodig Édouard Roger-Vasselin     | Ken Skupski Neal Skupski             | 6-4, 6-3          | Tableau |
| Pas de tournoi ATP en 2020            |            |                                      |              |           |                 |                                       |                                      |                   |         |
| 27                                    | 16-05-2021 | Open Parc Auvergne-Rhône-Alpes, Lyon | ATP 250      | 419 470 € | Terre (ext.)    | Hugo Nys Tim Pütz                     | Pierre-Hugues Herbert Nicolas Mahut  | 4-6, 7-5, [10-8]  | Tableau |
| 28                                    | 15-05-2022 | Open Parc Auvergne-Rhône-Alpes, Lyon | ATP 250      | 534 555 € | Terre (ext.)    | Ivan Dodig Austin Krajicek            | Máximo González Marcelo Melo         | 6-3, 6-4          | Tableau |
| 29                                    | 21-05-2023 | Open Parc Auvergne-Rhône-Alpes, Lyon | ATP 250      | 562 815 € | Terre (ext.)    | Rajeev Ram Joe Salisbury              | Nicolas Mahut Matwé Middelkoop       | 6-0, 6-3          | Tableau |
| 30                                    | 19-05-2024 | Open Parc Auvergne-Rhône-Alpes, Lyon | ATP 250      | 579 320 € | Terre (ext.)    | Harri Heliövaara Henry Patten         | Yuki Bhambri Albano Olivetti         | 3-6, 7-64, [10-8] | Tableau |